# Adventure Island 3
Adventure Island 3 (jap.: 高橋名人の冒険島III, Hepburn: Takahashi Meijin no Bōken Jima Surī) ist ein Jump ’n’ Run, das von Hudson Soft für Nintendo Entertainment System und Game Boy veröffentlicht wurde.

## Spielprinzip
Der Spieler steuert Master Higgins. Eine Neuerung gegenüber dem Vorgänger ist, dass er sich ducken kann. Das Inventarsystem aus dem zweiten NES-Spiel ist immer noch vorhanden, aber diesmal hat er acht Gegenstände zur Auswahl statt nur fünf.  Higgins hat einen fünften Dinosaurier-Freund, der ihm helfen kann. Außerdem gibt es im Spiel die Waffen eine Bumerang und ein Steinaxt. Es gibt auch verschiedene versteckte Räume, wie z. B. einen Schatzraum, in dem Higgins ein neues Power-Up auswählen kann, eine Surf-Bonusrunde, wo man den Levelabschnitt überspringen kann und einen Raum mit die Möglichkeit einen Boss zu überspringen.

## Rezeption
Die Rezensenten George und Rob von Nintendo Power sagten, dass das Spiel den vorherigen Adventure-Island-Spielen sehr ähnlich sei, wobei George erwähnte, dass es Spiel später sehr herausfordernd wurde, während Rob sagte, das Spiel sei sympathisch, aber nicht bahnbrechend. Allgame gab eine Punktzahl von 3,5/5 und stellte fest, dass sich in dieser Fortsetzung nicht viel geändert hat, wobei nur die Hinzufügung eines neuen Dinosaurierpartners erwähnt wurde und dass die Grafik, Sounds und das Gameplay auf Augenhöhe mit Adventure Island II sei.